# Нощник на Брант
Нощниците на Брант (Myotis brandtii) са вид дребни бозайници от семейство Гладконоси прилепи (Vespertilionidae). Разпространени са в Евразия от Монголия и Южен Сибир до Англия и от Средиземноморието до 64° северна ширина. В България се срещат главно в планински райони (Родопите, Стара планина).
Видът е наречен на германския зоолог Йохан Фридрих фон Брант.
На външен вид нощникът на Брант наподобява мустакатия нощник (Myotis mystacinus), но е малко по-едър. Има маса 4,0-7 g, дължина на тялото с главата 39-50 mm и размах на крилете 190-225 mm. Гърбът е кафеникав, а долната страна на тялото е по-светла, до кафяво-белезникава, летателните мембрани са тъмнокафеникави. Нощника на Брандт се отличава от другите видове по наличието на издутина на пениса, която липсва при останалите видове от тази група. 